# Chíviri
El chíviri és una festa popular de la ciutat espanyola de Trujillo (Càceres). Se celebra des de principis del segle xix com a culminació de la Setmana Santa, el Diumenge de Resurrecció. La plaça Major es converteix en punt de trobada de gent vestida amb el vestit típic regional, els qui canten, ballen, mengen i beuen al ritme de cançons populars. El dilluns següent és dia festiu a la ciutat (Dilluns de Pasqua) i es té el costum d'anar a dinar al camp.

## Activitats
La festa comença a la matinada del Dissabte Sant al Diumenge de Resurrecció. Des de les dotze de la nit, una orquestra toca a la Plaça Major de Trujillo cançons populars (vegeu detall a Cançons). Més de 15.000 persones acudeixen, alguns abillats amb el vestit típic de la ciutat, altres simplement amb un mocador vermell al coll, per ballar i cantar al ritme d'aquestes cançons. Al mateix temps hi ha persones que beuen a la plaça Major, perquè és un dia en el que està permès. La festa es prolonga durant tota la nit, i en finalitzar l'espectacle de la plaça la gent es desplaça fins als pubs i discoteques de la ciutat. L'endemà, la festa continua a la Plaça Major fins a la tarda, on se celebra el Festival Folclórico Internacional.

## Cançons

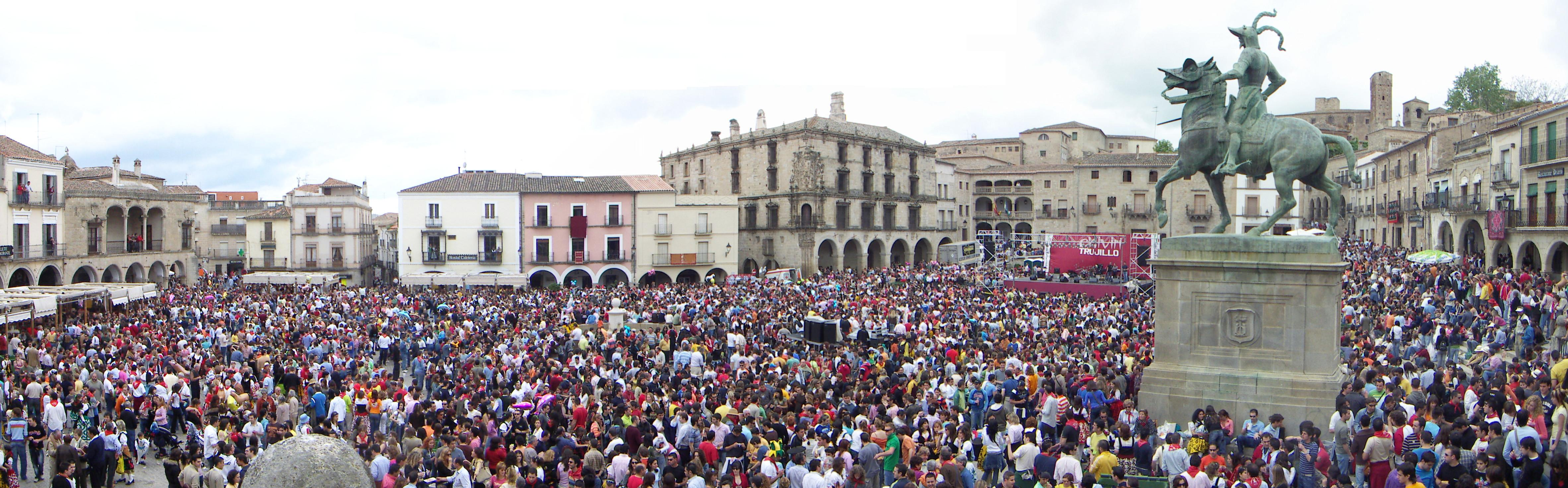
Celebració del chíviri a Trujillo

Les cançons del Chíviri en la seva majoria estan basades en poemes del trujillano Gregorio Rubio Mariño, conegut popularment com a Goro, entre 1917 i 1936, i van ser compostes inicialment com coplillas per a les murgues i comparses de Carnaval.
Un exemple:
| «                       | Que Trujillo per les festes jo no sé el que sembla, ai, chiviri, chiviri, chiviri, ai, chiviri, chiviri, Chon. Que venen els forasters i es colen com peixos, ai, chiviri, chiviri, chiviri, ai, chiviri, chiviri, Chon. | » |
| — Gregorio Rubio Mariño | |   |